# Видавский, Алексей Антонович
Алексе́й Анто́нович Вида́вский (латыш. Aleksejs Vidavskis) — латвийский политик, председатель горисполкома Даугавпилсского совета народных депутатов в 1987—1991 годах, председатель Даугавпилсской городской думы в 1994—2001 годах, депутат 8 и 9 Сеймов Латвии.

## Биография
Родился в Даугавпилсе в 1943 году, в семье Видавских, рабочих. Член КПЛ, судебное дело о лишении полномочий мэра как не покинувший КПЛ до 13.01.1991 года, выиграл суды. Был среди учредителей Даугавпилсской городской партии, избран председателем. В 2003 году отметил 60-летие. Скончался 1 июля 2020 года.

## Мэр
- На выборах 29 мая 1994 года получил 10 мест в Думе. Избран мэром города сменив временного главу Управы В. Лаускиса. Подписание соглашения с клубом 21 после выборов. Скандал 1995 года с перечислением 500 тыс. долларов за мазут московской фирме «Сказка» теплосетями города.
- На мартовских выборах 1997 года, будучи лидером списка ЛСДРП, получил 13 мест, переизбран мэром города.
- На выборах 2001 года не получил большинство мест и уступил Р. Эйгиму.

## Депутат Сейма
- В 2002 году в избирательной кампании стал депутатом 8 Сейма (2002—2006)[3].
- В 2006 году переизбран в 9 Сейм (2006—2010).
- В 10 Сейм отказался баллотироваться.

## Память
Памятный знак на Ледовом дворце/1999 год постройки/

## Награды
- Орден Дружбы народов (3 июня 1986 года)
- Медаль Балтийской ассамблеи (14 декабря 2006 года)[6]